# Jacques Pierre Prothade d'Astorg
Pour les articles homonymes, voir Astorg.
Jacques Pierre Prothade Hyppolite, comte d'Astorg (1er août 1759 - Poligny (Jura) ✝ 23 janvier 1828 - Saint-Cyr-la-Rivière), est un militaire et homme politique français des XVIIIe et XIXe siècles.

## Biographie
Jacques Pierre Prothade d'Astorg descendait d'une vieille famille espagnole, longtemps établie à Toulouse et en Guyenne qui acheta des terres en Bretagne et en Franche-Comté.
Entré le 1er août 1777 dans la marine royale, il fit six campagnes de guerre, dont deux en Amérique et une dans l'Inde sous le bailli de Suffren, et quatre de paix, au bout desquelles il fut nommé lieutenant de vaisseau à 26 ans (1er mai 1786).
Il fut présenté au Roi et à la cour, le 30 novembre 1788 par le bailli de Suffren, et eut l'honneur de monter dans les carrosses de Sa Majesté, le 27 janvier 1789. 
Rendu à la vie privée, à l'époque de la Révolution française, il vécut fort retiré, habitant successivement ses terres de Bretagne et de Franche-Comté, « où il s'occupait uniquement du soin de se faire oublier ». Néanmoins, il commanda la garde nationale de son canton, de 1789 à 1793.
Après le coup d'État du 18 brumaire, le gouvernement consulaire le nomma successivement maire, puis président de canton.
Maire de Saint-Cyr-la-Rivière (1805-1828), il se fixa, en 1809, en Seine-et-Oise, fut président du collège électoral d'Étampes, et élu, par le Sénat conservateur, député au Corps législatif pour son département, le 10 août 1810 ; le gouvernement impérial l'avait, la même année, nommé conseiller général de Seine-et-Oise et contre-amiral honoraire en 1813.
M. d'Astorg donna, le 1er septembre 1814, au nom de la commission des finances, de longs éclaircissements sur le projet de loi relatif au budget, et termina par cette observation : « [...] que l'assemblée, n'ayant d'autre alternatire que d'adopter ou de rejeter la loi, tans pouvoir la modifier, il convenait de l'adopter. »
En octobre 1814, à la présentation du projet de restitution de deux cents millions de biens au duc d'Orléans et au prince de Condé, il protesta contre cette mesure qu'il déclara injuste sous cette forme, parce qu'elle favorisait certains émigrés et oubliait tous les autres. Il s'opposa à ce que la loi portant restitution des biens des émigrés, fut adoptée avec les restrictions proposées, ajoutant, qu'il fallait rendre pleine et entière justice. « Je n'ai rien à recevoir et rien à rendre, dit, avec véhémence, M. d'Astorg, je défends la cause des plus maltraités et de ceux qui ont tout perdu ; je demande donc la restitution des biens non vendus, de quelque nature qu'ils soient, et une indemnité pour les émigrés qui n'ont point de restitution à espérer. » « Ce système était le seul qu'il convînt d'adopter, et ne le fut point. En effet, il était plus facile de prouver son royalisme par quelques phrases bannales de proscription, que d'adopter, même en faveur de ses amis malheureux, des mesures sages et conciliatrices, propres à réunir la grande famille de état ».
Dans la même session, il demanda le rétablissement de la franchise des ports de Marseille, de Bayonne, de Dunkerque, et de la ville de Strasbourg. 
Nommé, en août 1815, président du collège électoral de Rambouillet, M. d'Astorg fut appelé, peu de mois après, à prendre, dans le port de Toulon, le commandement d'un vaisseau de ligne, et, le 3 mai de l'année suivante, il reçut le brevet de commandeur de l'ordre de Saint-Louis. Il était aussi chevalier de la Légion d'honneur et de l'ordre américain de Cincinnatus, créé par Washington en 1783, et « qui ne survécut pas à son fondateur ».

## Titres
- Baron d'Astorg et de l'Empire (lettres patentes du 28 mai 1809, Ebersdorf[7]) ;
- Comte héréditaire par lettres patentes du 30 août 1825[8] ;

## Décorations
- Officier de la Légion d'honneur le 19 novembre 1814[9] ;
- Chevalier de l'ordre royal et militaire de Saint-Louis[3] ;

## Armoiries
| Figure | Blasonnement |
|        | Armes primitives de la maison d'Astorg, marquis de Roquépine, comtes de Barbazan D'or, à l'aigle de sable., Couronne de marquis Supports : Deux lions d'or. Devise : « NIHIL ME PAYET ». |
|        | Les armes primitives avaient été modifiées par la branche de Vaudelin De sable (alias coupé d'azur et de sable) à un faucon d'argent, longé grilleté d'or, acc. en chef de deux fleurs-de-lis d'argent et en pointe d'une demi-fleur-de-lis du même, mouvante du flanc dextre. D'après l'armorial de Dubuisson : Le faucon sur une main gantée d'or, la demi-fleur-de-lis en pointe, défaillant à senestre. Ou : D'or, à l'autour de sable, armé et becqué d'argent, lié d'or et grilleté de sable, le grelot vidé d'or. |
|        | Armes du baron d'Astorg et de l'Empire Écartelé : aux 1 et 4, d'or, à la croix ancrée de sable; au 2, des Barons-Maires (de gueules, à la muraille crénelée d'argent) ; au 3, de sable, à un faucon d'argent, longé et grilleté d'or, posé sur une main gantée (ou « gantelée ») du même, mouvant du flanc senestre, au comble d'azur, chargé de deux fers de lance d'argent et un demi-fer de lance du même en pointe., - Livrées : les couleurs de l'écu.                                                              |
|        | Armes de comte héréditaire (lettres patentes du 30 août 1825) Écartelé : aux 1 et 4, d'or, à l'aigle éployée de sable regardant un soleil rayonnant de gueules, naissant de l'angle dextre du chef ; aux 2 et 3, de sable, au faucon d'argent, longé et grilleté d'or, posé sur un gant du même, acc. en chef de deux fleurs-de-lis d'argent, et, en pointe, d'une demi-fleur-de-lis du même, mouvante de l'angle inférieur dextre de l'écu.                                                                             |

## Vie familiale
Fils d'Hugues Joseph ( ✝ 16 janvier 1793 - Poligny), comte d'Astorg, vice-amiral, gouverneur et maire de Poligny (1766), et de Barbe Claudine Chevallier ( † 1805), Jacques Pierre Prothade Hippolyte a épousé, le 17 juin 1789 à Paris (par contrat signé du roi et de la famille royale, le 12 et le 13 juin 1789, du maréchal duc de Noailles-Mouchy et de sa famille), assisté de son cousin Jean-Jacques-Marie, comte d'Astorg, mestre de camp de cavalerie, Elisabeth de Grassin (1760-1799), fille de Simon-Claude, marquis de Grassin, vicomte de Sens, maréchal des camps et armées du roi (1748), gouverneur de Saint-Tropez, et de Geneviève de Vion de Tessancourt. Ensemble, ils eurent :
- Adèle-Félix-Françoise (23 décembre 1791 - Paris ✝ 19 août 1818 - Bagnères-de-Bigorre), mariée, le 10 juillet 1813 à Paris, avec André-Urbain-Maxime, comte de Choiseul-d'Aillecourt (1781-1854), chevalier de la Légion d'honneur, préfet de l'Eure, fils de Michel Félix Victor, comte de Choiseul-d'Aillecourt, colonel du régiment de Dauphin-Dragons, et de Marie-Eugénie Rouillé du Coudray, dont deux filles.

Veuf, il épousa en secondes noces, le 22 octobre 1817 à Saint-Cyr la Rivière (Essonne), Charles Elisabeth Jacques Ducoudray (1764-1834).